# 傅式说

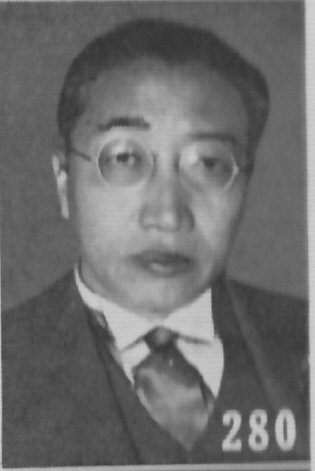
傅式说

傅式说（1891年—1947年），浙江乐清人，民国时期政治人物，章太炎侄女婿。日本东京帝国大学工学学士。1924年在上海创办大厦大学，为大夏大学校董、教授。是中华学艺社执委主席。后在国民政府交通部、财政部任职。抗日战争初期，前往上海日军参加“和平运动”，并在1938年投靠汪精卫政权。历任汪精卫政权国民党中央执行委员、中央政治委员会委员。1940年3月任国民政府铁道部部长，后又出任浙江省省长、建设部部长等职。1945年被国民党政府以叛国罪逮捕，1947年处决。